# Web Standards Project
El Proyecto de Estándares Web (Web Standards Project, abreviado WaSP) es un grupo de desarrolladores web profesionales dedicado a fortalecer el uso de los estándares web recomendados por el World Wide Web Consortium, junto con otros grupos y otras entidades normativas.
Fundado en 1998, el Proyecto de Estándares Web promueven el uso de estándares que reducen el costo y la complejidad de desarrollo y que incrementan la accesibilidad y viabilidad de cualquier documento publicado en la Web. WaSP trabaja con compañías de navegadores, editores de páginas web y pares para fortalecer el uso de estos estándares, porque estos "están cuidadosamente diseñados para entregar grandes beneficios al mayor número de usuarios web".

## Organización
El Proyecto de Estándares Web por ahora (abril de 2008) es liderado por Kimberly Blessing y Drew McLellan
Antiguos líderes fueron:
- George Olsen
- Jeffrey Zeldman
- Molly Holzschlag

## Actividades
- La prueba Acid2 permite a los navegadores y otros motores de renderizado demostrar si satisfacen las especificaciones de CSS 1 y 2.
- La prueba Acid3 permite a los navegadores demostrar si satisfacen las especificaciones de CSS 2.1, DOM y EcmaScript.